# Ede Király
Ede Király (Budapeste, 22 de fevereiro de 1926 – Canadá, 10 de agosto de 2009) foi um patinador artístico húngaro, que competiu em provas individuais e de duplas. Ele conquistou uma medalha de prata olímpica em 1948 ao lado da parceira Andrea Kékesy, e cinco medalhas em campeonatos mundiais, sendo uma de ouro e uma de prata com Andrea Kékesy nas duplas, e duas de prata e uma de bronze no individual masculino.

## Principais resultados

### Individual masculino
| Resultados                                            | Resultados      | Resultados    | Resultados      | Resultados        | Resultados       | Resultados       | Resultados      | Resultados      | Resultados    | Resultados    | Resultados    | Resultados    |
| Internacional                                         | Internacional   | Internacional | Internacional   | Internacional     | Internacional    | Internacional    | Internacional   | Internacional   | Internacional | Internacional | Internacional | Internacional |
| Evento/Temporada                                      | 1940– 1941      |               | 1943– 1944      |                   | 1946– 1947       | 1947– 1948       | 1948– 1949      | 1949– 1950      |               |               |               |               |
| ----------------------------------------------------- | --------------- | ------------- | --------------- | ----------------- | ---------------- | ---------------- | --------------- | --------------- | ------------- | ------------- | ------------- | ------------- |
| Jogos Olímpicos                                       |                 |               |                 | 5.º               |                  |                  |                 |                 |               |               |               |               |
| Campeonato Mundial                                    |                 |               |                 | Medalha de bronze | Medalha de prata | Medalha de prata |                 |                 |               |               |               |               |
| Campeonato Europeu                                    |                 |               |                 | 4.º               | Medalha de prata | Medalha de ouro  |                 |                 |               |               |               |               |
| Nacional                                              |                 |               |                 |                   |                  |                  |                 |                 |               |               |               |               |
| Campeonato Húngaro                                    | Medalha de ouro |               | Medalha de ouro |                   | Medalha de ouro  | Medalha de ouro  | Medalha de ouro | Medalha de ouro |               |               |               |               |
|                                                       |                 |               |                 |                   |                  |                  |                 |                 |               |               |               |               |
| Legenda: Competição não foi disputada nesta temporada |                 |               |                 |                   |                  |                  |                 |                 |               |               |               |               |

### Duplas com Andrea Kékesy
| Resultados                                            | Resultados      | Resultados    | Resultados       | Resultados      | Resultados      | Resultados    | Resultados    | Resultados    | Resultados    | Resultados    | Resultados    | Resultados    |
| Internacional                                         | Internacional   | Internacional | Internacional    | Internacional   | Internacional   | Internacional | Internacional | Internacional | Internacional | Internacional | Internacional | Internacional |
| Evento/Temporada                                      | 1943– 1944      |               | 1946– 1947       | 1947– 1948      | 1948– 1949      |               |               |               |               |               |               |               |
| ----------------------------------------------------- | --------------- | ------------- | ---------------- | --------------- | --------------- | ------------- | ------------- | ------------- | ------------- | ------------- | ------------- | ------------- |
| Jogos Olímpicos                                       |                 |               | Medalha de prata |                 |                 |               |               |               |               |               |               |               |
| Campeonato Mundial                                    |                 |               | Medalha de prata | Medalha de ouro |                 |               |               |               |               |               |               |               |
| Campeonato Europeu                                    |                 |               | Medalha de ouro  | Medalha de ouro |                 |               |               |               |               |               |               |               |
| Nacional                                              |                 |               |                  |                 |                 |               |               |               |               |               |               |               |
| Campeonato Húngaro                                    | Medalha de ouro |               | Medalha de ouro  | Medalha de ouro | Medalha de ouro |               |               |               |               |               |               |               |
|                                                       |                 |               |                  |                 |                 |               |               |               |               |               |               |               |
| Legenda: Competição não foi disputada nesta temporada |                 |               |                  |                 |                 |               |               |               |               |               |               |               |